# Andraegoidus homoplatus
Andraegoidus homoplatus är en skalbaggsart. Andraegoidus homoplatus ingår i släktet Andraegoidus och familjen långhorningar.

## Underarter
Arten delas in i följande underarter:
- A. h. homoplatus
- A. h. hassenteufeli